# F9C (航空機)
F9C スパローホーク
飛行するF9C-2 9058号機 (1934年撮影)
- 用途：艦上戦闘機（気球用）
- 製造者：カーチス・ライト社[1]
- 運用者： アメリカ海軍[1]
- 初飛行：1931年2月12日[1]
- 生産数：8機[1]
- 生産開始：1931年
- 運用開始：1932年
- 退役：1937年
- 運用状況：退役

F9C スパローホーク（Curtiss-Wright F9C Sparrowhawk ）は、アメリカ合衆国のカーチス・ライト社が開発し1930年代にアメリカ海軍で運用された艦上戦闘機である。アメリカ海軍の飛行船、アクロン(ZRS-4)と、同型のメイコン(ZRS-5)に搭載されて運用された。
愛称の「スパローホーク (Sparrowhawk)」は、猛禽類であるハイタカの意。

## 概要
F9Cは全長が6m、全幅が7mと小型であったため、大型飛行船に搭載するのに適していた。パイロットたちにトラピーズ（"the flying trapeze"　空中ブランコの意）と呼ばれた係留装置によって、上翼の上に取り付けられたフックで吊るされて使用された。その特殊な運用方法のため、車輪などの降着装置を一切装備していない機体も存在した。通常は飛行船内に収納され、飛行する場合は、トラピーズを使って飛行船から離脱させた。フックはパイロットによって簡単にはずすことができた。アクロンの最大収容機数は計5機である。
1930年6月に小型艦上戦闘機XF9C-1として発注が行なわれた。これは1931年3月に海軍が受領し、アクロンの就航から試験が始められた。1932年9月までに6機の量産型の生産がなされた。1933年にメイコンが就航した直後にアクロンが事故で失われた。1935年2月にメイコンも失われ、F9Cも同時に4機が失われている。実用的な作戦に使われることなく計画は中止された。残存機は1機が1937年まで、もう1機は1940年まで海軍の管轄下にあった。現在、1機が国立航空宇宙博物館に保存・展示されている。

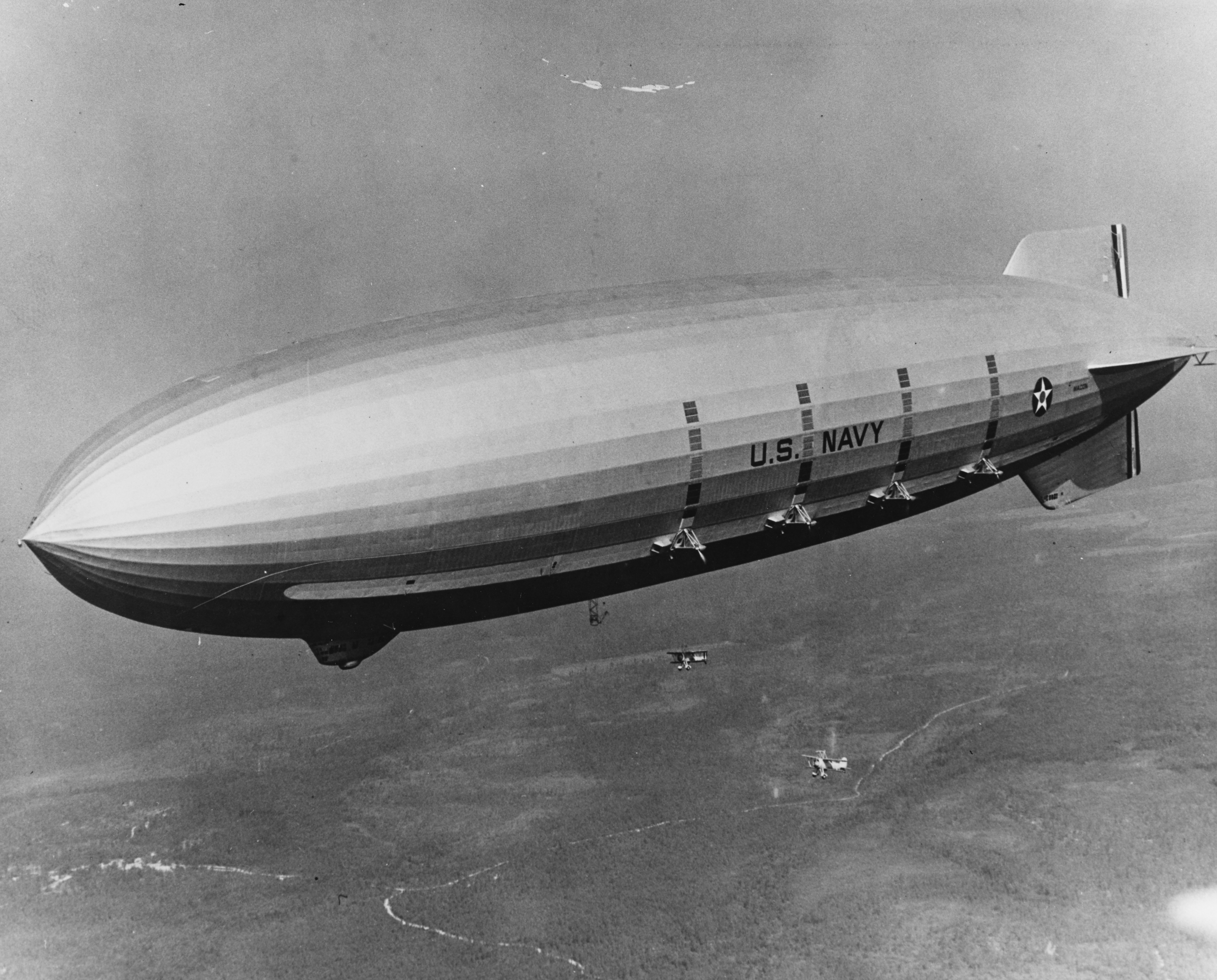
飛行船メイコンと随伴して飛行する2機のF9C

## 各型
- XF9C-1：試作機。1機製造。
- XF9C-2：試作機。1機製造。
- F9C-2：量産型。6機製造。

## 諸元

### F9C-2 仕様
- 乗員 1名
- 全長： 21 ft 1 in (6.27 m)
- 全巾: 25 ft 6 in (7.75 m)
- 全高: 10 ft 11 in (3.34 m)
- 翼面積: 185 ft2 (16.1 m2 )
- 自重: 2,114 lb (961 kg)
- 全備重量: 2,776 lb (1,262 kg)
- エンジン:  ライト R-975-22 星型空冷 離昇出力 415馬力 (310 kW)

### 性能
- 最大速度: 176 mph (283 km/h)
- 航続距離: 297 miles (475 km)
- 最高到達高度: 19,200 ft (5,853 m)
- 上昇率: 1,690 ft/min (515 m/min)
- 翼面荷重: 15 lb/ft2 (78 kg/m2)
- 出力・重量比: 0.15 hp/lb (0.24 kW/kg)

### 武装
- 7.62mm機銃×2